# Кальмар (лен)
Лен Ка́льмар (швед. Kalmar län) — лен на юго-востоке Швеции, включающий регионы на континентальном побережье Балтийского моря, а также остров Эланд. Административный центр — город Кальмар. Население — 233 809 человек (2013).
Лен имеет границы с ленами Крунуберг, Йёнчёпинг, Эстергётланд и Блекинге. Территория лена на континенте соответствует восточной части исторической провинции Смоланд, Эланд образует отдельную одноимённую провинцию.
Кальмар расположен в самой плодородной части Швеции, в Античности отсюда шло расселение германских племён на Юг, и в Средние Века здесь располагался богатейший скандинавский город Бирка. В XIV веке послужил планцдармом для создания панскандинавского федеративного государства площадью более 4 млн км². Несмотря на выгодное прибрежное расположение лен находится на периферии современного развития.

## Административное деление
Лен состоит из 12 коммун:
На континенте:
- Эммабуда, центр — Эммабуда,
- Хультсфред, центр — Хульстсфред,
- Хёгсбю, центр — Хёгсбю,
- Кальмар, центр — Кальмар,
- Мёнстерос, центр — Мёнстерос,
- Нюбру, центр — Нюбру,
- Оскарсхамн, центр — Оскарсхамн,
- Турсос, центр — Турсос,
- Виммербю, центр — Виммербю,
- Вестервик, центр — Вестервик.

На острове Эланд:
- Боргхольм, центр — Боргхольм,
- Мёрбюлонга, центр — Мёрбюлонга.

## Экономика
Индустриальный образ Кальмара отражает широкий спектр хозяйственной деятельности — множество торговых, коммерческих и производственных предприятий.

## Транспорт
В Кальмаре хорошо развита сеть автомобильных дорог, железнодорожного транспорта и воздушных путей сообщений, что позволяет вести налаженную транспортную связь между Швецией и Балтийским регионом.

## Образование
В Кальмаре находится университет, Балтийская Бизнес Школа и Офис Деловых Взаимоотношений (Business Relation Office), которые обеспечивают поддержку местной индустрии в компетентных кадрах для надёжного роста экономики в регионе.

## Известные уроженцы
- Кнут Яльмар Леонард Хаммаршёльд (1862—1953) — государственный деятель, дипломат; в 1914—1917 годах — премьер-министр Швеции; член Шведской Академии. Родился в Tuna gård[швед.].
- Альберт Энгстрём (1869—1940) — шведский писатель и художник.